# Lanzemich
Lanzemich ist ein Ortsteil in Unterodenthal in der Gemeinde Odenthal im Rheinisch-Bergischen Kreis. Er liegt nordwestlich von Voiswinkel bei Höhe und Oberbech.

## Geschichte
Die erste schriftliche Erwähnung von Lanzemich stammt aus dem Register zur Leistung von „Hand- und Spanndiensten“ des „Burggrafen und Rentmeisters“ Peter Haster vom 26. September 1659. Dort wird ein Martin Hindrich zu Lantzemig als verantwortlicher Leistungsträger aufgelistet. Während des Spanischen Erbfolgekriegs von 1701 bis 1714 hatten auch die Odenthaler ihre Beiträge zur Landesverteidigung zu leisten. In diesem Zusammenhang wird unter anderem ein Elß zu Lantzemich aufgelistet. Er hatte 1 Palisade, 1 Sturmpfahl, 12 Faschinen und 36 Pfähle zu stellen. Aus einer erhaltenen Steuerliste von 1586 geht hervor, dass die Ortschaft Teil der Honschaft Grimßgewalt im Kirchspiel Odenthal war.
Die Topographia Ducatus Montani des Erich Philipp Ploennies, Blatt Amt Miselohe, belegt, dass der Wohnplatz 1715 als Hof kategorisiert wurde und mit Lansineg bezeichnet wurde. Carl Friedrich von Wiebeking benennt die Hofschaft auf seiner Charte des Herzogthums Berg 1789 als Lanzemich. Aus ihr geht hervor, dass Lanzemich zu dieser Zeit Teil von Unterodenthal in der Herrschaft Odenthal war.
Unter der französischen Verwaltung zwischen 1806 und 1813 wurde die Herrschaft aufgelöst. Lanzemich wurde politisch der Mairie Odenthal im Kanton Bensberg zugeordnet. 1816 wandelten die Preußen die Mairie zur Bürgermeisterei Odenthal im Kreis Mülheim am Rhein. 
Der Ort ist auf der Topographischen Aufnahme der Rheinlande von 1824, auf der Preußischen Uraufnahme von 1840 und ab der Preußischen Neuaufnahme von 1892 ist er auf Messtischblättern regelmäßig als Lanzemich verzeichnet. 
| Jahr | Einwohner | Wohn- gebäude | Kategorie  | Bemerkung     |
| ---- | --------- | ------------- | ---------- | ------------- |
| 1822 | 20        |               | Hof        |               |
| 1830 | 23        |               | Ackergut   |               |
| 1845 | 17        | 3             | Ackergüter | gen. Lanzmich |
| 1871 | 27        | 6             | Hofstelle  |               |
| 1885 | 30        | 8             | Ortschaft  |               |
| 1895 | 34        | 6             | Ortschaft  |               |
| 1905 | 23        | 7             | Ortschaft  |               |